# Morbid Angel
Morbid Angel ist eine US-amerikanische Death-Metal-Band aus Florida. Ursprünglich sollte sie den Namen Heretic tragen, doch aufgrund eines Namenskonfliktes mit einer bereits existierenden Power-Metal-Band entschieden sich die Gründer für Morbid Angel. Die Band gehört zu den Mitbegründern des Florida Death Metal.

## Geschichte

### Gründungsjahre
Nach seinem Highschool-Abschluss gründete Gitarrist George Emanuel III. mit einem namentlich nicht bekannten „Jungen aus der Nachbarschaft“ am Schlagzeug und seinem Freund Dallas Ward am Bass die Band Heretic. Bereits kurze Zeit darauf wurde der Schlagzeuger durch Mike Browning ersetzt, der mit Emanuel zu Schulzeiten bereits bei der Schülerband Ice gespielt hatte. Als die Band feststellen musste, dass es bereits eine Power-Metal-Band mit dem Namen Heretic gab, änderte die Band den Namen in Morbid Angel:

„Der Name fiel mir 1984 ein. […] Wir brauchten natürlich sofort ein cooles Logo und T-Shirts - ein Image halt. Außerdem wollten wir auch so etwas wie eine Message rüberbringen. Für mich waren das der Zauber des wahren Lebens und die Idee des spirituellen Seins.“

Für die Musik waren Emanuel III., der sich inzwischen das Pseudonym Trey Azagthoth zugelegt hatte, und Mike Browning verantwortlich. Während das Duo in der Musik versuchte, verschiedene Stile zwischen Mercyful Fate und Slayer zu kombinieren, flossen in die Texte okkulte und satanistische Einflüsse insbesondere aus dem Necronomicon ein. Das Trio konnte für kurze Zeit Kenny Bamber als Sänger verpflichten, mit dem sie in einem Tonstudio einige Stücke aufnahmen. Bamber, der um einiges älter als die übrigen Bandmitglieder war, bezahlte die Studioaufnahmen, musste aber kurze Zeit darauf wieder die Band verlassen, weil sie mit seiner Falsett-Tonlage nicht zufrieden war. Einige Wochen später, in denen Bassist Ward vorübergehend den Gesang übernahm, stieß Richard Brunelle als Rhythmusgitarrist zur Band. Nachdem auch Ward die Band verlassen musste, wurde zunächst Sterling Scarborough und als sein Nachfolger John Ortega als Bassist aufgenommen. In dieser Besetzung entstanden die Demos Scream for Blasphemies und Bleed for the Devil.
Über einen gemeinsamen Bekannten von Mike Browning kam Anfang 1986 der Kontakt zu David Vincent zustande, der in Charlotte (North Carolina) ein kleines Independent-Label namens Goreque Records betrieb. Im April 1986 nahm Morbid Angel Abominations of Desolation auf, das Album sollte ihr Debüt werden. Allerdings gab es zwischen Azagthoth und Browning einige Meinungsverschiedenheiten und Vorkommnisse, so dass die für September 1986 geplante Veröffentlichung wieder verworfen wurde. Azagthoth und Brunelle schlossen daraufhin Browning und Ortega aus der Band aus, woraufhin David Vincent vorschlug, Morbid Angel gemeinsam mit seinem Schlagzeuger Wayne Hartzel in Charlotte weiterzuführen. Die Musik des Quartetts wurde schneller und härter und auch das Image wandelte sich:

„Ich war gerade mal 19. Trey und ich fuhren total auf Okkultismus und Splatterfilme ab. Wir taten alles, um die Leute zu schockieren, wir wollten Aufmerksamkeit erregen. Es ging nicht einfach nur um die Musik.“

Aufgrund ihrer extremen Musik und der Bühnenshow – Azagthoth und Brunelle schlitzten sich mit Rasierklingen die Arme auf – wurde die Band im Untergrund immer bekannter. Fasziniert von Alben wie Napalm Deaths Scum adaptierten sie Blastbeats in ihrer Musik. 1987 nahmen sie die drei Stücke des Demos Thy Kingdom Come auf, von denen zwei 1988 bei dem Schweizer Label Splattermaniac Records auf der gleichnamigen Single erschienen. Im Sommer dieses Jahres tauchte Schlagzeuger Hartzel unter und wurde durch Pete Sandoval von Terrorizer ersetzt. Durch die Fürsprache von Mick Harris wurde die Band 1989 von Earache Records unter Vertrag genommen und veröffentlichte Ende 1989 ihr Debütalbum Altars of Madness. Im Winter ging die Band mit Napalm Death, Bolt Thrower und Carcass auf die Grindcrusher Tour.

### Kommerzieller Erfolg
Der Death Metal feierte insbesondere in den USA beachtliche Erfolge, Morbid Angel wurde zu einer der meistverkauften Bands von Earache. Im Juli 1991 veröffentlichte das Label Blessed Are the Sick und im September desselben Jahres Abominations of Desolation. Letzteres enthielt die 1986 aufgenommenen Stücke im Originalsound und exakt der Fassung, in der die LP 1986 erscheinen sollte. Das ursprünglich niemals für eine offizielle Veröffentlichung geplante Album wurde nur deshalb von Earache aufgelegt, da einige Monate vorher Bootleg-LPs mit den kompletten Aufnahmen auftauchten, die offenbar von einem Advancetape von John Ortega stammten und von einem Italiener auf Platte gepresst wurden. 1991 begann der Bandmanager Günter Ford Gespräche mit verschiedenen US-amerikanischen Majorlabels und konnte das Interesse von Irving Azoff, Gründer des Warner-Sublabels Giant Records wecken. Im Frühjahr 1992 schloss die Band mit Giant/Warner einen Vertrag für Nordamerika ab, der Europavertrieb lag weiterhin bei ihrem Label Earache. Damit war Morbid Angel die erste Death-Metal-Band, die von einem Majorlabel unter Vertrag genommen wurde. Der Vertrag lief zunächst nur über ein Album mit der Option auf fünf weitere. Richard Brunelle verließ 1993 die Band, die nunmehr mit Azagthoth als einzigem Gitarristen weiterspielte. 1993 erschien das dritte Studioalbum Covenant in Europa über Earache und in Nordamerika über Giant/Warner und war damit die erste Major-Label-Veröffentlichung einer Death-Metal-Band. Die Verkaufszahlen des Albums erfüllten die Erwartungen von Warner, sodass man dieses Album als den kommerziellen Durchbruch der Band bezeichnen kann. 1994 veröffentlichte Morbid Angel die EP Laibach Re-mixes, auf der Titel von Morbid Angel unter Aufsicht der Band Laibach von Janex Krizaj remixed und vom Laibach-Nebenprojekt 300 000 verschiedene Krawalle produziert wurden. Im Mai 1995 folgte mit Domination das nächste Studioalbum, das sich allein in den USA rund 70.000- und weltweit insgesamt rund 200.000-mal verkaufte. Zur Besetzung gehörte mittlerweile mit Erik Rutan auch wieder ein zweiter Gitarrist. Trotz der Erfolge mit den Alben verließ David Vincent die Band Mitte 1996:

„Es gab Sachen, mit denen ich unzufrieden war, die aber nicht notwendigerweise etwas mit der Band zu tun hatten. […] Ich war an einem Punkt angelangt, an dem ich einfach nicht mehr im gleichen Trott weitermachen konnte.“

„Zu diesem Zeitpunkt war ich von einigen seiner Ideen ziemlich enttäuscht […] Ich hielt Dave immer für einen großartigen Musiker, aber für mich war die spirituelle und rituelle Seite der Musik ebenfalls äußerst wichtig. Und hinter diesem Aspekt stand Dave einfach nicht wirklich.“

Das im Mai 1996 veröffentlichte Livealbum Entangled in Chaos, das während der Domination-Tour aufgenommen worden war, war zugleich das letzte mit David Vincent als Sänger.
Für Vincent wurde in Steve Tucker (ex-Ceremony) Ersatz gefunden und 1998 erschien Formulas Fatal to the Flesh. Der Vertrag mit Warner war inzwischen beendet, sodass das Album exklusiv bei Earache erschien. Die Texte der Lieder waren teilweise in Sumerischer Sprache geschrieben, die Fs im Titel stehen jeweils für den sechsten Buchstaben des Alphabets und somit für die Zahl 666. Damit wollte Azagthoth „einen neuen Spiritismus“ andeuten und versuchte sich an der Interpretation von New-Age-Autoren wie Tony Robbins oder Deepak Chopra.

### Die 2000er Jahre

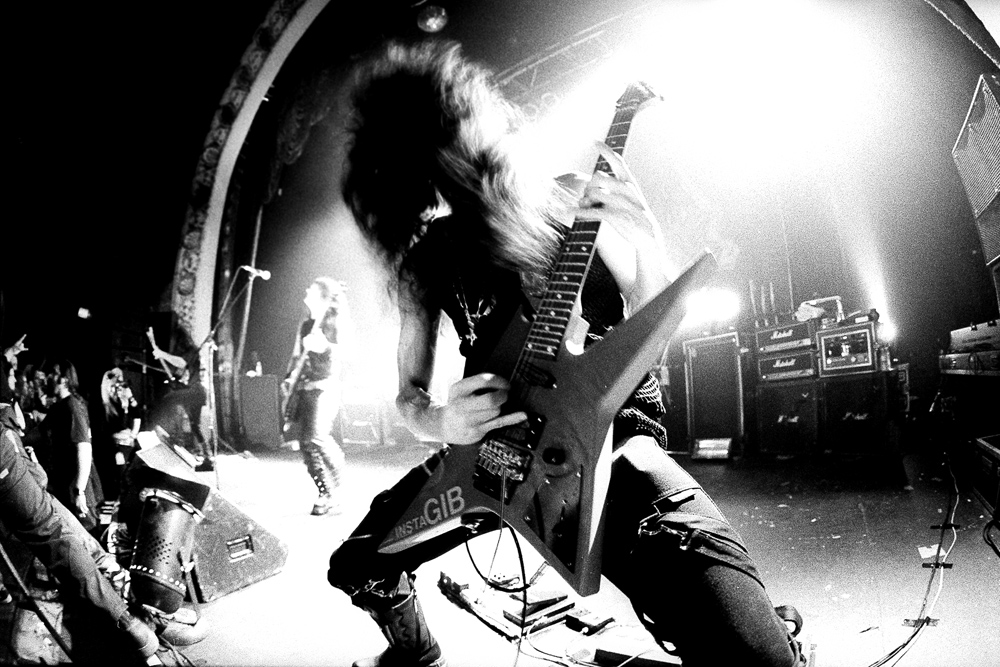
Morbid Angel live in Toronto (2006)

Auf dem 2000 veröffentlichten Album Gateways to Annihilation wirkte Steve Tucker erstmals an den Kompositionen mit. Nach den ausgedehnten Tourneen verließ Tucker wegen Erschöpfung die Band. Bei den restlichen Live-Shows stand Jared Anderson von Hate Eternal am Mikrofon. Mitte 2002 verließ auch Erik Rutan Morbid Angel, um sich voll und ganz auf seine neue Band Hate Eternal zu konzentrieren. Das verbliebene Duo Azagthoth/Sandoval verbrachte den Rest des Jahres damit, Stücke für ein neues Album zu komponieren, mit Stricken Arise steuerte Pete Sandoval erstmals ein Lied zu einem Morbid-Angel-Album bei. Auf Anfrage von Azagthoth kehrte auch der Sänger und Bassist Steve Tucker zurück zur Band, in dieser Besetzung wurde das nächste Studioalbum Heretic eingespielt und 2003 veröffentlicht. Im Herbst folgte die American Heretic Tour, im Frühjahr 2004 die European Heretic Tour. Nach der Tour verließ Steve Tucker die Band wieder, für die Südamerika-Tournee im Sommer 2004 kehrte David Vincent zurück. Im August 2004 gab die Band auf ihrer Webseite bekannt, dass sie sich von ihrem langjährigen Plattenlabel Earache getrennt habe. Es folgte die Masters of Chaos World Tour (2005/2006) und eine Summer Festival Tour (2006) mit Auftritten beim Wacken Open Air, beim Sziget und beim Summer Breeze. Für die 2008er Tourneen wurde Destructhor von Zyklon als Session-Gitarrist verpflichtet, es folgten Tourneen durch Australien und Neuseeland. Die Band, die seit der Trennung von Earache bei keinem Plattenlabel unter Vertrag stand, unterzeichnete im November 2009 einen Plattenvertrag beim französischen Label Season of Mist, für 2010 wurde die Veröffentlichung des neunten Studioalbums angekündigt. Dieses erschien jedoch erst im Juni 2011 mit dem Titel Illud divinum insanus. Zuvor wurde die Single zum Lied Nevermore mit einem Combichrist-Remix eines anderen Lieds vom Album auf der B-Seite veröffentlicht. Auch das Album selbst weist Einflüsse aus der elektronischen Musik auf.
2013 gab es eine spezielle Covenant-Tournee, auf der das komplette Album gespielt wurde. Im Dezember 2013 gab David Vincent bekannt, dass Pete Sandoval kein Mitglied in der Band mehr sei, da er gläubiger Christ wurde und dies mit der Band unvereinbar sei.
Im Juni 2015 wurde verkündet, dass David Vincent und Tim Yeung die Band verlassen hätten und Steve Tucker zur Band zurück stoße. David Vincent äußerte jedoch, dass er weder die Band verlassen habe noch darum gebeten wurde, sie zu verlassen. Tim Yeung verkündete jedoch, dass sein Ausscheiden aus freien Stücken erfolgte. Nur wenige Tage später verkündete Thor Anders „Destructhor“ Myhren sein Ausscheiden aus der Band. Vincent gründete noch im selben Jahr mit dem ehemaligen Mayhem-Gitarristen Rune „Blasphemer“ Eriksen und Cryptopsy-Schlagzeuger Flo Mounier die Black-Death-Metal-Band Vltimas, die im März 2019 ihr Debütalbum veröffentlichte (beide Musiker hatten zuvor bereits mit Steve Tucker in dem Projekt Nader Sadek zusammen gearbeitet). Seit 2017 komplettieren Scott Fuller am Schlagzeug und Dan Vadim Von an der zweiten Gitarre wieder die Gruppe, die im Dezember desselben Jahres ihr 10. Studioalbum Kingdoms Disdained veröffentlichte.

## Image
Anfang der 1990er-Jahre war Death Metal eine der populärsten Subkulturen der Metal-Szene, was zum Erstarken des Black Metal führte; während insbesondere die schwedische und norwegische Black-Metal-Szene den Death Metal als „Trend“ und „Kommerz“ ablehnte, wurde die Band aufgrund ihres satanistischen Hintergrundes auch dem Black Metal zugeordnet und neben Deicide als eine von wenigen Death-Metal-Bands auch dort populär. Außerdem gab David Vincent ähnliche Äußerungen ab wie die Mitglieder der Black-Metal-Szene und befürwortete deren Brandanschläge auf Kirchengebäude. Michael Moynihan charakterisiert das Image der Band in seinem Buch Lords of Chaos als paramilitärisch, außerdem schien ihnen ihm zufolge „ein neofaschistischer Ruf zu gefallen, den sie mit unangebrachten und provokanten Aussagen in Interviews förderten.“ In den Augen einiger anderer Death-Metal-Bands gelten die Musiker als „schwierige Typen, die sich selbst und ihre Musik gerne etwas zu ernst nehmen“ und „als Musiker zu verbissen sind“; dem entgegnet Vincent: „wir wollen nicht zu jenen Bands gehören, die im Studio ‚relaxed‘ und ‚easy‘ sind und dann halbgare Platten abliefern.“
Im deutschsprachigen Raum sah sich die Band aufgrund eines Vorfalls während einer US-Tour mit der deutschen Thrash-Metal-Band Kreator Ablehnung ausgesetzt. Miland „Mille“ Petrozza, Frontmann von Kreator, wollte einen Zuschauer hinauswerfen lassen, nachdem dieser den Hitlergruß gezeigt hatte. Mitglieder von Morbid Angel verhinderten dies mit Verweis auf die Meinungsfreiheit in den USA. Als Kreator dies in Deutschland publik machten, wurde David Vincent des Neonazismus bezichtigt und die komplette Deutschlandtour mit Immortal von Teilen der deutschen Presse boykottiert. Außerdem outete er sich „mehrfach als Rassist“, zudem kamen Gerüchte in Umlauf, er halte Kontakte zu organisierten Neonazis, sodass er „1996 das Handtuch werfen“ musste. In einem Interview mit dem Magazin Rock Hard aus dem Jahr 1997 wies Trey Azagthoth sämtliche Vorwürfe im Namen der Band (die David Vincent inzwischen verlassen hatte) zurück und erklärte:

„Ich bin kein Faschist und erst recht kein Rassist, denn ob ich jemanden mag oder ablehne, hängt nicht von Äußerlichkeiten wie Hautfarbe, Herkunft oder Rasse ab. Ausschlaggebend ist einzig und allein das Wertesystem eines Menschen.“

## Diskografie

### Alben
- 1986: Abominations of Desolation (von Bill Metoyer als Debütalbum produziert, erschien aber erst 1991)
- 1989: Altars of Madness
- 1991: Blessed Are the Sick
- 1993: Covenant
- 1995: Domination
- 1996: Entangled in Chaos (Live)
- 1998: Formulas Fatal to the Flesh
- 2000: Gateways to Annihilation
- 2003: Heretic
- 2011: Illud divinum insanus
- 2015: Juvenilia (Live 1989, exklusiv als Vinyl für den Record Store Day 2015 veröffentlicht)
- 2017: Kingdoms Disdained

### Sonstiges
- 1985: The Beginning (Demo)
- 1986: Bleed for the Devil (Rehearsal-Demo)
- 1986: Scream for Blasphemies (Rehearsal-Demo)
- 1987: Thy Kingdom Come (Demo)
- 1988: Thy Kingdom Come/Abominations (7″, auch erhältlich als Bootleg-7″ + Bonustrack)
- 1989: Chapel of Ghouls auf Grind Crusher
- 1993: Rapture (Single)
- 1994: Laibach Re-mixes (EP)
- 1999: Love of Lava (Best-of)
- 2012: Ilud divinum insanus - the Remixes (Remix-Album)

Dass die Anfangsbuchstaben der Albumtitel alphabetisch aufeinander folgen, ist von der Band beabsichtigt.